# يوخن لينك
يوخن لينك Jochen Link (ولد في 9 مايو 1943 في هاملن) هو أديب وكاتب ألماني.
درس اللغة الألمانية والحضارة الرومانية، ثم عمل مساعدا علميا في ميونخ ثم في جيسن، حيث قام بتدريس علم السياسة. وبجوار ذلك له إنتاج أدبي يشمل روايات وقصصا.
من أعماله:
•	رجل بلا طبقة 1979 (بالاشتراك مع هيلموت يونكر)
•	آنا
•	العصر الذهبي
•	أيام الخوف الجميل
•	صليب فرانكفورت 1984